# Kim Bong-jun
Kim Bong-jun (* 13. Mai 1964 in Südkorea) ist ein ehemaliger südkoreanischer Boxer im Strohgewicht. 

## Profikarriere
Im Jahre 1983 begann er erfolgreich seine Profikarriere. Am 16. April 1989 boxte er gegen Augustin Garcia um den Weltmeistertitel des Verbandes WBA und gewann durch K. o. Diesen Gürtel verlor er in seiner 6. Titelverteidigung im Februar 1991 an Choi Hi-yong.
Im Jahre 1994 beendete er seine Karriere.